# Sulejman Topoljak
Sulejman Topoljak (arab. Sulaimān Muḥammad Tūbūlyāk, geb. 1963 in Vitez) ist ein bosnischer Hochschullehrer und eine Persönlichkeit des Islams in Bosnien und Herzegowina.
Er absolvierte ein Studium an der Juristischen Fakultät der Universität von Jordanien. An dieser Universität verteidigte er erfolgreich seine Master- und Doktorarbeit. Er kehrte dann nach Bosnien und Herzegowina zurück und arbeitete an der Islamischen Pädagogischen Fakultät in Bihać, wo er heute noch arbeitet. Er unterrichtet auch an der Fakultät für Islamische Studien in Novi Pazar (Sandschak Novi Pazar, Serbien). Er ist Mitglied der Internationalen Union Muslimischer Gelehrter.
Er ist Autor verschiedener Bücher (auch als Übersetzer) und schrieb zahlreiche wissenschaftliche Arbeiten in verschiedenen wissenschaftlichen Zeitschriften. 

## Publikationen (Auswahl)
- Sulaimān Muḥammad Tūbūlyāk: al-Aḥkām as-siyāsīya li-l-aqalliyāt al-muslima fī l-fiqh al-islāmī. Amman und Beirut: Dār an-Nafāʾis, Dār al-Bayāriq, 1997
- Yûsuf Al-Qaradâwi; Sulejman Topoljak: Islam civilizacija budućnosti. Novi Pazar: El-Kelimeh, 2004
- Topoljak Sulejman: Uvod u metodologiju islamskog prava. Novi Pazar: El-Kelimeh, 2006